# غويلرمو بيانكي
غويلرمو بيانكي (بالإسبانية: Guillermo Bianchi)‏ (و. 1897 – 1961 م) هو صحفي، ودبلوماسي، من تشيلي، توفي عن عمر يناهز 64 عاماً.